# شورش‌ها در زمان خلافت علی بن ابی‌طالب

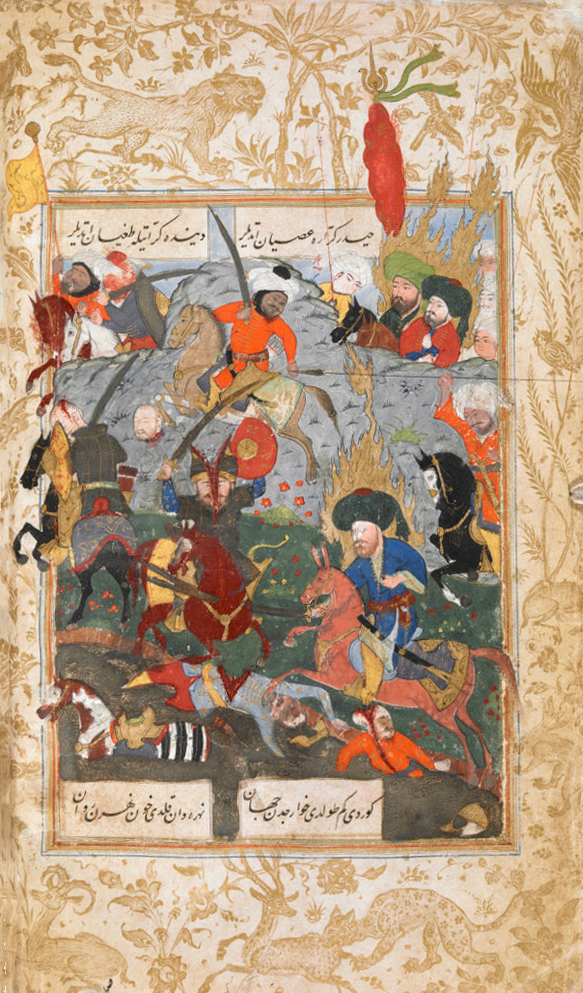
نگاره‌ای از علی در نبرد نهروان که در قرن شانزده یا هفده میلادی، در عثمانی خلق شده است.

شورش‌های زمان خلافت علی، مربوط به نخستین دوره از جنگ‌های داخلی اسلام است که با نام فتنه اول نیز شناخته می‌شود. مهم‌ترین این شورش‌ها، شورش شام به رهبری معاویه بود که در نهایت به تأسیس دولت بنی امیه انجامید. رقابت بنی هاشم و بنی امیه بر سر خلافت، و نیز رقابت ایران و عراق از یک سو و مصر و شامات از سوی دیگر برای برتری در امپراتوری اسلامی از عوامل مؤثر در این جنگ‌ها بودند.
علاوه بر جنگ داخلی، برخی از شورش‌های محلی توسط مردم سرزمین‌های فتح‌شده نظیر ایرانیان نیز در این دوره سرکوب شد.

## پس‌زمینه
تا پیش از پیدایش جنبش خوارج، قریش تنها مدعی جدی برای کرسی خلافت و حکم‌رانی بر امپراتوری اسلام بودند. در سال‌های خلافت عثمان بن عفان، رقابت شدیدی میان دو شاخه از قریش، بنی هاشم و بنی امیه بر سر این موضوع درگرفت. بنی هاشم خلیفه را متهم می‌کردند که مناصب مهم حکومتی را به خویشاوندان خود از بنی امیه می‌سپارد.
این تنش‌ها در آخرین سال خلافت عثمان به اوج خود رسید. در این سال، اعتراض اهل مصر، کوفه و بصره که برای شکایت به مدینه آمده بودند اوضاع پایتخت امپراتوری اسلامی را متشنج ساخت. اگرچه علی نقش میانجی میان خلیفه و معترضان را ایفا می‌کرد و پسران خود را نیز به حفاظت از جان عثمان گماشته بود، اما در مجموع حداقل از نظر معنوی از سرکردگان مخالف عثمان شناخته می‌شد. آشوب‌ها در نهایت به قتل خلیفه به‌دست معترضان در سال ۶۴۴ میلادی انجامید.
بدون شک، اولین موضوعی که خلیفه بعدی باید بدان می‌پرداخت موضوع مجازات قاتلان عثمان بود. مهم‌ترین رقیب علی در این امر، طلحه بن عبیدالله، که نامزد مطلوب مصریان و اکثریت قریش بود، نظر بر قصاص قاتلان داشت، اما اکثریت انصار (اهالی اصلی مدینه) و اهل عراق (به رهبری مالک اشتر) که طرف‌دار علی بودند در نهایت نظر خود را به کرسی نشاندند. دانشنامه ایرانیکا می‌نویسد علی معتقد بود که عثمان به این دلیل کشته شد که مردم از وی تحت ستم بودند، بنابراین آن‌ها مشمول مجازات نمی‌شوند.
اندکی پس از آغاز خلافت علی، خون‌خواهی عثمان بهانه اولین شورش بر ضد او به رهبری طلحه و زبیر ابن عوام گردید. زبیر در جریان اعتراضات از عثمان حمایت کرده بود. فرماندار شام، معاویه نیز که خود از شاخه بنی امیه بود، حاضر به پذیرش خلافت علی تا قبل از مجازات قاتلان عثمان نگردید.
علی که برای شکستن شورش طلحه و زبیر به عراق لشکر کشیده بود، با درهم‌شکسته‌شدن این شورش در جنگ جمل، شهر کوفه را پایتخت خود قرار داد و موقعیت خود را در عراق تثبیت نمود. پس از این پیروزی، شورش معاویه اصلی‌ترین تهدید برای خلافت علی به‌شمار می‌آمد. علی معاویه را به بیعت با خود فراخواند و تهدید کرد که اگر از این کار سر باز زند با او پیکار خواهد کرد.
معاویه بیعت خود را مشروط به حفظ حکومت شام و نیز در دست گرفتن حکومت مصر کرد و چون علی به این کار گردن ننهاد، معاویه که از حمایت سپاه شام اطمینان داشت به علی اعلام جنگ نمود. در مقابل علی نیز سپاهی از اهل عراق فراهم کرد و خود را آماده جنگ ساخت. بدین ترتیب، کشمکش علی و معاویه، به رقابت و جنگ فرسایشی بین عراق و شام بر سر تسلط بر امپراتوری اسلامی تبدیل شد.

## خوارج

### شورش نهروانیان
پس از حکمیت اول هنگامی که علی فهمید معاویه بیعت با علی را به عنوان خلیفه نمی‌پذیرد تمامی روابط با وی را قطع کرد. علی سعی کرد سپاهی را سامان دهد و از مسلمانان خواست با کسانی بجنگند که بر شیوه کسری و قیصر حکومت می‌کنند و بندگان خدا را به خدمت می‌گیرند. علی از خوارج نیز برای پیوستن به جنگ علیه معاویه دعوت کرد اما آن ها پافشاری کردند که علی اول اقرار به توبه از کفری کند که از نظرشان با پذیرش حکمیت مرتکب شده بود.
در همین ایام که علی در راه شام بود، خوارج دست به کشتن افرادی نظیر عبدالله بن خباب بن ارت و همسر باردارش زدند، که با آنها اختلاف دیدگاه داشتند؛ لذا سپاه علی و به‌خصوص اشعث بن قیس از وی خواستند که نخست با خوارج برخورد کند، چون از جانب آنها برای خویشان و اموال خود احساس ناامنی می‌کردند؛ لذا علی در ابتدا به نهروان رفت تا با مخالفان تعامل کند. هرچند نظر اکثریت سپاه بر این بود، اما برخی سپاه را ترک کردند. علی از خوارج خواست که قاتلان را تسلیم کنند، اما آنها در پاسخ گفتند جملگی این قتل‌ها را مرتکب شده و ریختن خون شیعیان علی را حلال می‌دانند.
نبرد نهروان به روایت بلاذری در ۹ صفر سال ۳۸ هجری (حدوداً ۱۷ ژوئیه سال ۶۵۸ میلادی) رخ داد، اما مادلونگ بیشتر احتمال می‌دهد که نبرد طبق روایت ابومخنف در ذی الحجه سال ۳۷ هجری مقارن با نیمه ماه مه سال ۶۵۸ میلادی رخ داده باشد. علی و برخی از اصحابش از خوارج خواستند که دست از دشمنی و جنگ بردارند، اما آنها نپذیرفتند. سپس علی پرچم عفو را دست ابوایوب انصاری داد و اعلام کرد هر کس نزد آن پرچم برود و همچنین اگر کسی از خوارج نهروان را ترک کند و مرتکب قتلی نشده باشد، در امان است. بدین ترتیب صدها تن از خوارج از سپاهشان جدا شدند و از حدود ۴۰۰۰ نفر تنها ۱۵۰۰ یا ۱۸۰۰ تن باقی ماندند. نهایتاً علی منتظر ماند تا خوارج نبرد را آغاز کنند و سپس با سپاهی حدوداً چهارده هزار نفری به باقی‌مانده لشکر خوارج یورش برد. از سپاه علی بین ۷ تا ۱۳ نفر کشته شدند، حال آنکه تقریباً همه خوارجی که دست به شمشیر بردند کشته و زخمی شدند. علی دستور داد زخمیان خوارج به قبایلشان تحویل گردند تا مداوا شوند. در سال‌های بعد نیز پنج شورش هر بار توسط چند صد نفر از خوارج علیه علی انجام شد و هر بار شکست خورد.
مادلونگ می‌نویسد نبرد با خوارج چالش برانگیزترین رخداد دوران خلافت علی بود. هرچند از دید یک دولتمرد عادی جنگ با شورشیان بیعت شکن خونریزی که آشکارا تهدید به قتل دیگران می‌کردند معقول و بلکه ضروری بود، اما اینان پیش از این از همراهان علی و همچون خود وی از مخلص‌ترین باورمندان به قرآن بودند. آنها می‌توانستند از پرشورترین متحدان علی در مقابله با انحراف از قرآن باشند. اما علی نمی‌توانست به درخواست آنان اقرار به کفر خود کند یا دیگر مسلمانان را کافر بداند. یا آنکه از قتل‌هایی که مرتکب شده بودند چشم پوشی کند. به هر حال بعد از این رخداد، اولویت نخست علی آن که مجدداً در میان قاریان قرآن نفاق ایجاد کند. هرچند علی درصدد بود که مستقیماً از نهروان به سوی شام لشکرکشی کند، اما سپاهش به رهبری اشعث بن قیس با شِکوِه از فقدان توشه جنگی او را مجبور به حرکت به سمت کوفه کردند و در آنجا لشکرگاه را ترک کردند.

### شورشخریت بن راشد
پس از جنگ صفین خریت به همراه ۳۰ یا ۳۰۰ تن (عدد مورد اختلاف است) به نزد علی رفته و اعلام کرد که قصد جدا شدن از وی را دارد. علی به خریت بیعتش را متذکر شد و او را از این کار بازداشت. اما خریت به همراه ۳۰۰ نفر به دین مسیحیت گروید و همان شب از علی جدا گردید و علیه علی شورش نمود. علی در پاسخ، زیاد بن خَصَفه را برای تعقیب و سرکوبش فرستاد. خریت و یارانش در ادامه مسیرشان به روستای نِفَّر در اطراف کوفه رفته و والی آنجا به نام زادان فرخ را کشتند.
زیاد بین واسط و بصره در جایی به نام مذّار با خریت وارد جنگ گردید و موفق شد وی را شکست دهد. دویست تن که به تازگی از کوفه به سپاه خریت ملحق شده بودند و به همراه خریت به اهواز گریختند.
خطر خریت برای علی به مرور جدی تر گردید. گروهی از بنی ناجیه شورش کردند و علی برای سرکوب خریت این بار مَعْقِل بن قیس ریاحی را فرستاد که توانست خریت را شکست دهد. اما خریت به نزد قبیله عبدالقیس گریخت و در آنجا پناه گرفت و آن‌ها را علیه علی شوراند. معقل موفق شد با امان دادن به سپاه خریت، گروه زیادی از آنان را به نزد خود بکشاند. خریت سرانجام توسط نعمان بن صهبان جرمی در همان جنگ کشته شد.

#### وقایع بعد از کشته شدن خریت
بعد از کشته شدن خریت، معقل بن قیس، افراد سپاه خریت را به اسیری گرفت. کسانی که مسلمان بودند، با قید ضمانت آزاد شدند. به مسیحیان سپاه خریت، اسلام عرضه شد تا مسلمان شوند. همهٔ آن‌ها بجز یک نفر پذیرفتند و آزاد شدند. اویی که نپذیرفت گردن زده شد. مسیحیان بنی ناجیه (قبیله خریت که از ابتدا در شورش با وی بودند) که ۵۰۰ تن بودند، حاضر نشدند مسلمان شوند، پس آزاد نشدند. مصقله بن هبیره، والی اردشیرخوره فارس، آن‌ها را دید و مسیحیان به وی التماس کردند که آن‌ها را بخرد و آزاد کند. مصقله که احساس ترحم نسبت به اسیران کرده بود به معقل پیغام فرستاد که حاضر است اسیران را از او بخرد. معقل، بر طبق طبری، به ۲۰۰ هزار و بنا به روایت مسعودی به ۳۰۰ هزار درهم آنان را به مصقله فروخت و به مصقله گفت که پول را به نزد خلیفه (علی) بفرستد. مصقله تنها بخشی از پول را فرستاد و بدون اینکه از اسیران بخواهد که در تأمین بقیهٔ پول برای آزاد شدن با وی همکاری بکنند، آنان را آزاد کرد. علی از وی بقیه پول را مطالبه کرد و مصقله با توجه به سرسختی علی و از طرف دیگر رویکرد بخشش‌گر معاویه در این امور، به سمت معاویه پناهنده شد و بعدها عهده‌دار مسئولیت‌های مختلفی از سوی وی شد.

## شورش ایرانیان
در دوران خلافت علی جنگ‌های داخلی بین مسلمانان و شورش ایرانیان به راه افتاد. شورش ایرانیان در آخرین سال خلافت علی اتفاق افتاد که توسط سپاهیان ارسالی خلیفه سرکوب شد.
ابن بلخی در فارسنامه خود درباره حادثه ۳۵ هجری و شورش مردم فارس اسطخر در همان سال گوید:
پس حادثه امیر المؤمنین عثمان افتاد و نوبت خلافت بامیر المؤمنین علی علیه الصلواة و السلام آمد ولایت عراق و پارس جمله به عبدالله بن عباس رضی الله عنهما سپرد و در آن فور مردم اصطخر دیگر باره سر بر آوردند و غدر کردند عبدالله بن عباس به فرمان علی رضی الله عنه لشکر آنجا کشید و اصطخر بقهر بگشاد و خلایقی بی اندازه بکشت و چون این آوازه بدیگر شهرهاء پارس افتاد هیچ کس سر بر نیارست آوردن جمله صافی و مستخلص ماند و هر روز اسلام ایشان زیادت می شد تا همگان بر گذشت روزگار مسلمان شدند و در پارس تا اسلام ظاهر شدست همگان مذهب سنت و جماعت داشته اند و مبتدعان آنجا ثبات نیابند و تعصب مذهب گبری ندانند.— ابن بلخی(نام نامشخص)، فارسنامه، ج۲ ص۱۱۷‌
عبدالحسین زرینکوب در این باره هم جهت با فارسنامه می‌گوید:
در سالهای آخر خلافت عثمان نیز که دستگاه خلافت دستخوش ضعف و تزلزل بود این گونه زد و خوردهای محلی همچنان وجود داشت. چنان‌که در دوره خلافت پرآشوب علی نیز چون بصره و کوفه در دست وی بود ازین دو لشکرگاه کار فتوح همچنان دنبال می‌شد. چنان‌که بعد از کشته شدن عثمان باز اهل استخر سر به شورش برآوردند و عبدالله بن عباس به فرمان علی عصیان آنها را در خون فرونشاند. ماهوی سوری مرزبان مرو به کوفه آمد و علی به دهقانان و اسواران و دهسالاران نامه نوشت و دستور داد تا جزیه خویش را به او پرداخت کنند. اما چندی بعد اوضاع خراسان آشفته. اهل نیشابور پیمان شکستند و از پرداخت جزیه و خراج امتناع کردند. علی لشکری به خراسان فرستاد و نیشابور را گرفت و مرو را نیز به صلح بازگشود با اینهمه، در پایان دوران خلافت وی خراسان همچنان آشفته بود و آشوب‌ها و جنگ‌های عراق و شام آن ولایت را نیز آشفته می‌داشت. اهل هر ناحیه عامل خویش را برکنار نمودند و علی ناچار شد برای رفع این آشوب زیاد بن ابیه را به ولایت فارس و کرمان منصوب کند. زیاد به هوشیاری، آن دو ولایت را امن کرد و به آشوب و شورش پایان داد.
زرینکوب در کتاب تاریخ ایران کمبریج نیز می‌نویسد:
بعد از کشته شدن عثمان بن عفان در شورش سال ۳۵ هجری قمری (۶۵۶ میلادی)، مردم اصطخر تصمیم به شورش گرفتند که عبدالله بن عباس به دستور پسر عمویش، علی بن ابی طالب، خلیفه چهارم، شورش اصطخر را در خون فرونشاند. مدتی نه چندان بعد، علی زیاد بن ابیه را برای سرکوب شورش فارس و کرمان در سال ۳۹ هجری (۶۵۹ میلادی) فرستاد. مردم نیشابور هم در خلافت علی معاهده خود را شکسته و از دادن جزیه و خراج سر باز زدند. خلیفه سپاهی فرستاد تا آنها را به فرمانبرداری بازگرداند.
البته به گفته برخی از پژوهشگران بیانات زرین کوب دارای تواتر تاریخی نیست و قابل پذیرش نیست چون فقط به فارسنامه ابن بلخی استناد کرده و فارسنامه با منابع اولیه در تضاد است. به نقل از طبری،ابن اثیر،ابن خلدون و ابن کثیر و بلاذری شورش بیش از یکبار رخ نداده و منابع اولیه اتفاق دارند که این شورش توسط زیاد بن ابیه بدون خونریزی سرکوب شده است. البته بلاذری در زمان گشودن اسطخر در زمان والی بودن عبدالله بن عباس می گوید.
محمد بن جریر طبری در تاریخ طبری در مورد فرستادن فردی در شورش فارس و کرمان اینگونه می نوسید:
عمرو گوید: وقتی ابن حضرمی کشته شد و مردم دربارهٔ علی اختلاف کردند مردم فارس و کرمان به طمع افتادند که خراج را بشکنند و مردم ناجیه بر عامل خویش بشوریدند و عاملان خویش را برون کردند.
علی بن کثیر گوید: وقتی مردم فارس از دادن خراج ابا ورزیدند علی دربارهٔ کسی که ولایتدار فارس شود با کسان مشورت کرد، جاریه بن قدامه گفت: «ای امیر مؤمنان! می‌خواهی مردی سخت و سر و سیاستدان و با کفایت را به تو نشان دهم؟»
گفت: «کی؟»
گفت: «زیاد»
گفت: «این کار از او ساخته است.» و او را ولایتدار فارس و کرمان کرد و با چهار هزار کس آنجا فرستاد که بر ولایت تسلط یافت و به استقامت آمدند.
شعبی گوید: وقتی مردم جبال بشوریدند و خراج دهان طمع آوردند که خراج را بشکنند و سهل بن حنیف را که عامل علی بود از فارس برون کردند، ابن‌عباس بدو گفت: «کار فارس را کفایت می‌کنم.» آنگاه سوی بصره رفت و زیاد را با گروهی بسیار سوی فارس فرستاد که به کمک آنها بر فارس تسلط یافت و خراج دادند.
پیری از مردم استخر گوید: پدرم می‌گفت: «زیاد را دیدم که سالار فارس بود و ولایت یک پارچه آتش بود، زیاد چندان مدارا کرد که مانند پیش به اطاعت و استقامت آمدند و به جنگ نپرداخت. مردم فارس می‌گفتند: رفتار این عرب همانند رفتار خسرو انوشیروان بود که نرمش و مدارا می‌کرد و می‌دانست چه کند.» گوید: وقتی زیاد به فارس آمد کس پیش سران ولایت فرستاد و کسانی را که به یاری وی آمدند وعده داد و آرزومند کرد، جمعی را نیز بیم داد و تهدید کرد، بعضی را به جان بعضی دیگر انداخت، بعضی‌ها خطر گاه دیگران را گفتند، گروهی گریختند، گروه دیگر به جای ماندند. بعضی‌شان بعضی دیگر را بکشتند و فارس بر او راست شد، اما با گروهی مقابل نشد و جنگی نکرد. در کرمان نیز چنین کرد. آنگاه به فارس بازگشت و در ولایتهای آنجا بگشت و بکسان وعده‌های خوب داد تا مردم آرام شدند و ولایت به استقامت آمد. سپس سوی استخر رفت و آنجا فرود آمد و میان بیضا و استخر قلعه‌ای استوار کرد قاعه زیاد نام گرفت و اموال را آنجا برد. بعدها منصوریشکری آنجا قلعه گی شد وا کنون قلعه منصور نام دارد.
بلاذری شورش فارس و اسطخر را از در زمان عبدالله بن عامر حکومت تا عبدالله بن عباس در بصره خبر گشودن اسطخر را می دهد:
برخی از رواة گویند که ابن عامر چون از خبر پیمان شکنی اهل اصطخر آگاه شد به آن شهر بازگشت و آن را بگشود و سپس به جور رفت و فرمانده مقدمه سپاهش هرم بن حیان بود و جور را فتح کرد. حسن بن عثمان زیادی روایت کرده است که پیمان شکنی اهل اصطخر در زمانی بود که عبدالله بن عباس از سوی علی رضی الله عنه بر عراق ولایت داشت و او اصطخر را بگشود— بلاذری، فتوح البلدان،جلد۲ ص ۵۴۳ چاپ۱۳۹۴
مایکل مورونی در دانشنامه ایرانیکا آورده است:
در حالی که در سال‌های ۴۱–۳۵ هجری/۶۱–۶۵۶ میلادی، مسلمانان مشغول جنگهای داخلی بودند، اکثر مناطق ایران از کنترل امپراتوری عرب خارج شد. حتی بازماندگان سلسله ساسانی تلاش‌هایی برای بازیابی حکومتشان در شهرهای طخارستان و نیشابور انجام دادند. مسلمانان با تکیه بر خراج و مالیات موفق شدند دوباره کنترل مناطق آشوب زده را در دست گرفته و شورشها علیه والیان و افراد تحت حمایت آنان را بخوابانند. هپتالیان شهرهای بادغیس، هرات و پوشنگ همانند اهالی نیشابور از دادن مالیات به حاکمان عرب سر باز زدند. مردم شهر زرنگ هم مقر حکومتی حاکم خود را سرنگون کردند. از طرفی دیگر بدویان عرب نیز به شهرهای سیستان حمله برده و آنجا را تصرف کردند. در سال ۳۶ هجری/۷–۶۵۶ میلادی، فرمان‌های علی به اشخاص برجسته محلی مبنی بردادن خراج به ماهویه مرزبان مرو باعث بروز شورشهایی در شرق خراسان علیه حکومت علی گردید و تا مرگ علی ادامه داشت.
بعد از جنگ صفین، هنگامی که علی مشغول شورشهای خوارج در عراق و فارس بود، مردمان مناطق جبال، فارس و کرمان در سال ۳۹ هجری/۶۵۹ میلادی از دادن مالیات سرباز زده و شروع به شورش کردند که روز به روز شدت می‌یافت و مردم این مناطق مأموران جمع‌آوری مالیات را از شهرهای خود بیرون راندند. زیاد بن ابیه برای سرکوب شورش‌ها فرستاده شد و توانست شورش مردم اصطخر را سرکوب کرده و فارس و کرمان را آرام کند. علی همچنین نیرویی کمکی به نیشابور فرستاد تا شورش آنجا را نیز آرام کند.
به نوشته کرون، پیروز سوم فرزند یزدگرد سوم موفق شد به عنوان شاه ایران در محلی که منابع چینی آن را جی لینگ نامیده‌اند مستقر شود که جی لینگ احتمالاً زرنج یا زرنگ در سیستان بوده است. به تلاش پیروز در منابع اسلامی در هنگامی که از شورش زرنج، بلخ، بوشنج، و خراسان در هنگام جنگ‌های داخلی مسلمانان در زمان خلافت علی نوشته‌اند، اشاره شده است. در این منابع، ذکری از نام پیروز سوم نشده است، اما نوشته‌اند که هنگامی که خٌلید بن کعث، فرماندار جدید منصوب شده توسط علی برای خراسان، به نیشابور رسید. شنید که فرمانداران خراسانی شاه ساسانی (عمال الکسری) از کابل به خراسان آمده‌اند و خراسان شورش نموده است. کرون، می‌نویسد که در سال ۳۰ هجری/ ۶۵۰ یا ۳۱ هجری قمری/ ۶۵۱ میلادی (دوران خلافت عثمان) عبدلله ابن عامر، فرماندار بصره پس از فتح شهر جور عازم استخر شد تا این شهر را دوباره فتح کند. او قصد کرد تا به عنوان تنبیه، جان تمام ساکنان شهر را بستانند. او به قولی چهل هزار نفر و بقولی دیگر یکصد هزار نفر و به عبارتی بسیاری را کشت. او بیشتر اشراف و اسواران نجیب‌زاده را نیز نابود نمود. تمام اینها مانع نشد که مردم استخر دوباره در زمان خلافت علی قیام نکنند.
تورج دریایی آورده است که پس از به خلافت رسیدن علی، او عبدالله بن عباس را به حکومت عراق فرستاد. مردم استخر بار دیگر شورش کردند و نیروهای ابن‌عباس بعد از خونریزی زیاد شورش را فرونشاند.